# Jacques Duval
Pour les articles homonymes, voir Duval.
Jacques Duval, né le 21 juin 1934 à Lauzon, (aujourd'hui Lévis, Québec) et mort le 6 février 2024, est un journaliste, chroniqueur automobile et ancien pilote automobile québécois. 
En 1952, il fait ses débuts, comme annonceur, à la station de radio CKCV de Québec, et par la suite à CKVL à Verdun. Au Québec, il est surtout connu comme étant le fondateur du livre Guide de l'auto, dont il est rédacteur en chef de 1967 à 2003.

## Biographie
Joseph Gaston Jacques Duval, fils d'Omer Duval, agent d'assurance, et de Gabrielle Baribeau est né le 21 juin 1934 à Lauzon (aujourd'hui ville de Lévis depuis 1989) dans la paroisse Saint-Antoine-de-Bienville ou à ville d'Aubigny (aujourd'hui le Vieux-Lévis) dans la paroisse de Notre-Dame-de-la-Victoire,. Il s’intéresse au monde de l’automobile à la fin des années 1950. Il fait alors ses débuts en course et remporte le premier Grand Prix de Trois-Rivières en 1967. Il est par la suite plusieurs fois le champion québécois des pilotes automobiles.
Dans les années 1960, il anime l'émission Le Cimetière du disque à Télé-Métropole.
Au milieu des années 1960, Duval anime Prenez le volant à Radio-Canada, une émission sur les automobiles. « Très sûr de mes moyens, je racontais mon boniment sans avoir pris soin de griffonner quelques notes... jusqu'au jour où j'ai royalement raté mon coup dans un discours au bord du ridicule ». Cette mésaventure l'incite à prendre des notes sur des cartons. L'année suivante, ces cartons lui servent à rédiger son premier Guide de l'auto. 
En 1974, devant son succès au Québec, un éditeur anglophone tente de vendre une traduction anglaise au Canada anglais, sans grand succès. De 1987 à 1993, Duval se consacre au journalisme, racontant surtout ses expériences. Il revient au Guide en 1993 à titre de collaborateur.
Il est le premier Canadien à inscrire son nom au palmarès d’une épreuve internationale, les 24 heures de Daytona en 1971. 
Il signe des chroniques dans La Presse (de 1969 à 1984) et anime des émissions à Radio-Canada, à TVA, au Canal Vox et au Canal Évasion par la suite. 
Dans les années 1990, il devient conseiller chez Ford. Plusieurs personnes ont critiqué sa décision, jugeant que Duval ne serait plus impartial lors de la rédaction de son Guide de l'auto. Il démissionne après quelques années.
En 1998, Jacques Duval devient le porte-parole du programme de recyclage d’auto (le programme Auto-Rein) de La Fondation canadienne du rein, division du Québec.
En 2003, Duval vend sa compagnie Jacques Duval Inc. et les droits de son guide à la compagnie LC Média Inc., parce qu'il désire continuer à écrire mais ne veut plus avoir à gérer entreprise. En 2004, il est congédié de son poste de rédacteur en chef après un litige avec LC Média Inc., qui voulait changer de maison d'édition.
En 2007, il publie son autobiographie, Jacques Duval, de Gilbert Bécaud à Enzo Ferrari aux éditions Québec Amérique (ISBN 2-764-40586-3 et 978-2-764-40586-4).
En 2008, après cinq années d'absence à la rédaction d'un guide annuel automobile, Jacques Duval revient à la charge avec L'Auto 2009, en collaboration avec Eric LeFrançois, Sylvie Rainville et Jean-François Guay.
Entre 2006 et 2013, Jacques Duval écrit pour le site guideauto.com, et y possède un blogue.
En 2013, LC Média Inc. annonce le retour au bercail de Jacques Duval au Guide de l'auto. Il agira à titre de collaborateur pour l'édition 2014.
Jacques Duval meurt le 6 février 2024.

## Œuvres
- 1966 : Le Guide de l'auto, Les Éditions de l'homme
- 1967 : Le Guide de l'auto 68, Les Éditions de l'homme
- 1968 : Le Guide de l'auto 69, Les Éditions de l'homme
- 1969 : Le Guide de l'auto 70, Les Éditions de l'homme
- 1970 : La course auto 1970, Les Éditions de l'homme
- 1970 : Le Guide de l'auto 71, Les Éditions de l'homme
- 1971 : Le Guide de l'auto 72, Les Éditions La Presse
- 1972 : Le Guide de l'auto 73, Les Éditions La Presse
- 1973 : Le Guide de l'auto 74, Les Éditions La Presse
- 1974 : Auto Guide 74,
- 1974 : Le Guide de l'auto 75, Les Éditions La Presse
- 1975 : Le Guide de l'auto 76, Les Éditions La Presse
- 1976 : Le Guide de l'auto 77, Les Éditions La Presse
- 1977 : Le Guide de l'auto 78, Les Éditions La Presse
- 1977 : Le Guide des 4X4 Fourgonnettes (Vans) et Pick Up 78, Les Éditions La Presse
- 1978 : Le Guide de l'auto 79, Les Éditions La Presse
- 1979 : Le Guide de l'auto 80, Les Éditions La Presse
- 1980 : Le Guide de l'auto 81, Les Éditions La Presse
- 1981 : Le Guide de l'auto 82, Les Éditions La Presse
- 1982 : Le Guide de l'auto 83, Les Éditions La Presse
- 1983 : Le Guide de l'auto 84, Les Éditions La Presse
- 1984 : Le Guide de l'auto 85, Les Éditions La Presse
- 1985 : Le Guide de l'auto 86, Les Éditions La Presse
- Denis Duquet et Marc Lachapelle rédigent le Guide de 1985 à 1993[4].
- 1990 : Le Guide de l'auto 91, Les Éditions de l'homme. Article commémoratif
- 1992 : Le Guide de l'auto 93, Les Éditions de l'homme. Collaboration
- 1993 : Le Guide de l'auto 94, Les Éditions de l'homme
- 1994 : Le Guide de l'auto 95, Festival Ferrari à Fiorano, avec Denis Duquet et Marc Lachapelle, Les Éditions de l'homme.  (ISBN 2-7619-1170-9)
- 1995 : Le Guide de l'auto 96, Festival Ferrari à Fiorano, avec Denis Duquet et Marc Lachapelle, Les Éditions de l'homme.  (ISBN 2-7619-1253-5)
- 1996 : Le Guide de l'auto 97, La Fièvre des Roadsters, avec Denis Duquet, Les Éditions de l'homme.  (ISBN 2-7619-1330-2)
- 1997 : Le Guide de l'auto 98, Un amour de Coccinelle II, avec Denis Duquet et Philippe Laguë, Les Éditions de l'homme.  (ISBN 2-7619-1371-X)
- 1998 : Le Guide de l'auto 99, avec Denis Duquet et Philippe Laguë, Les Éditions de l'homme.  (ISBN 2-7619-1445-7)
- 1999 : Le Guide de l'auto 2000, avec Denis Duquet et Philippe Laguë, Les Éditions de l'homme.  (ISBN 2-7619-1497-X)
- 2000 : Le Guide de l'auto 2001, avec Denis Duquet et Philippe Laguë, Les Éditions de l'homme.  (ISBN 2-7619-1575-5) (OCLC 670372725)
- 2001 : Le Guide de l'auto 2002, avec Denis Duquet, Les Éditions de l'homme.  (ISBN 2-7619-1644-1)
- 2002 : Le Guide de l'auto 2003, avec Denis Duquet, Les Éditions de l'homme.  (ISBN 2-7619-1737-5)
- 2003 : Le Guide de l'auto 2004, avec Denis Duquet, Les Éditions de l'homme.  (ISBN 2-7619-1838-X)
- 2007 : AUTObiographie, Les Éditions Québec Amérique.  (ISBN 978-2-7644-0586-4) (OCLC 159897992)
- 2008 : L'Auto 2009, Les Éditions La Presse.  (ISBN 2-9231-9485-3)
- 2009 : L'Auto 2010, Les Éditions La Presse.  (ISBN 2-9236-8111-8)
- 2009 : depuis 2009, président d'honneur du Concours d'élégance de voitures anciennes du Québec, qui se tient chaque été à Chambly (Fort-Chambly), concours organisé par Voitures anciennes du Québec inc. (VAQ).
- 2010 : L'Auto 2011, Les Éditions La Presse.  (ISBN 978-2-9236-8141-2) (OCLC 681960998)
- 2011 : L'Auto 2012, Les Éditions La Presse.  (ISBN 978-2-9236-8177-1) (OCLC 859102658)
- 2012 : L'Auto 2013, Les Éditions La Presse.  (ISBN 2-8970-5084-5)
- 2013 : Le Guide de l'auto 2014, avec Denis Duquet, Les Éditions de l'homme.
- 2014 : Le Guide de l'auto 2015, avec Denis Duquet, Les Éditions de l'homme.
- 2015 : Le Guide de l'auto 2016, avec Denis Duquet, Les Éditions de l'homme.
- 2016 : The Guide to Electric, Hybrid & Fuel-Efficient Cars: 70 vehicles reviewed, plus everything you need to know about going electric. (ISBN 978-1988002446)

## En son absence auGuide de l'auto
- 2004 : Le Guide de l'auto 2005, Denis Duquet, Les Éditions de l'homme.
- 2005 : Le Guide de l'auto 2006, Denis Duquet, Les Éditions de l'homme.
- 2006 : Le Guide de l'auto 2007, Denis Duquet, Les Éditions de l'homme.
- 2007 : Le Guide de l'auto 2008, Denis Duquet, Les Éditions de l'homme.
- 2008 : Le Guide de l'auto 2009, Denis Duquet, Les Éditions de l'homme.
- 2009 : Le Guide de l'auto 2010, Denis Duquet, Les Éditions de l'homme.
- 2010 : Le Guide de l'auto 2011, Denis Duquet, Les Éditions de l'homme.
- 2011 : Le Guide de l'auto 2012, Denis Duquet, Les Éditions de l'homme.
- 2012 : Le Guide de l'auto 2013, Denis Duquet, Les Éditions de l'homme.

### Audiovisuel
- 2004 : Mes coups de cœur 2005 (DVD)
- 2005 : Mes coups de cœur 2006 (DVD)
- 2009 : 12 Voitures d'exception en liberté avec Jacques Duval (DVD)

## Honneurs
- 2004 : Mérite du français, par l’Office québécois de la langue française, pour la qualité de la langue utilisée dans son travail.
- 2010 : Intronisé au Temple de la renommée du sport automobile canadien, à Toronto[8].
- 2011 : Prix Georges-Émile-Lapalme[3],[9].